# Famprofazone
Famprofazone (Gewodin, Gewolen) là một chất chống viêm không steroid (NSAID) của loạt pyrazolone có sẵn tại quầy ở một số quốc gia như Đài Loan. Nó có tác dụng giảm đau, chống viêm và hạ sốt. Famprofazone đã được biết đến để sản xuất methamphetamine như một chất chuyển hóa hoạt động, với 15-20% liều uống được chuyển đổi thành nó. Do đó, famprofazone đôi khi có liên quan đến việc gây ra dương tính trong các xét nghiệm ma túy đối với amphetamine.